# フョードル・ココシキン
- フョードル・ココーシキン

フョードル・フョードロヴィチ・ココシキン (ロシア語: Фёдор Фёдорович Кокошкин；ラテン文字表記の例:Fyodor Fyodorovich Kokoshkin、1871年7月14日（ユリウス暦 4月1日） — 1918年1月20日（ユリウス暦 1月7日）)は、ロシアの法学者、政治家である。
複数の法律学の著作の著者であり、第一国会の議員であった。また、立憲民主党の創立者の一人で、ロシア臨時政府において会計監査院長を務めた。祖父は劇作家のフョードル・ココシキンである。

## 生涯

### 法学者として
ロシア帝国支配下のポーランドのルブリン県内ヘウムの貴族家庭に生まれた。ココシキンはまずウラジミール市のギムナジウムで教育を受け、1889年に金メダルを得て卒業した。その後、モスクワ大学に入学し、卒業後も同大学に留まって1897年には私講師に、1907年には教授になった。1911年、当時の文部大臣レフ・カッソに対する抗議として、自由主義派の講師たちとともに大学を去った。
また、ハイデルベルク、ストラスブルグ、ベルリン、パリに留学もしている。
ココシキンは名高い法学者であり、法で支配される自由主義国家の形成に向けての計画の理論的な基礎を確立し、また国家が個人の私的な生活に干渉する可能性を制限する必要があることを強調した。その他の問題のなかで、彼が論文において集中的に論じたのは、地方分権、自治、連邦制、そしてロシアの各州の地方政府をどのように構成するかについての理論的・実務的な方法といった問題だった。
ココシキンの政治家としてのキャリアは、1897年にズヴェニゴロドの地方政府の議員として選ばれたときから始まった。1900年、モスクワ県の地方政府に加わり、一時的にその経済部門のトップとなっていた。また、当時モスクワ市議会議長であったセルゲイ・ムーロムツェフの代理も務めた

### カデット党員として

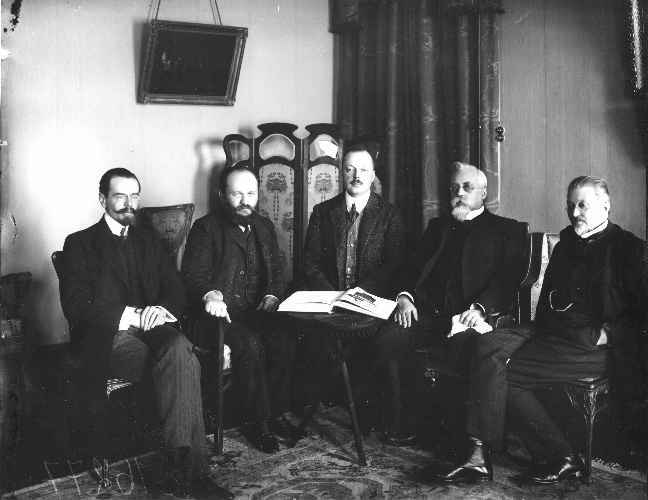
左から右へ、フョードル・ココシキン、 マクシム・ヴィナヴェル、ウラジミール・ナボコフ、国会議長セルゲイ・ムーロムツェフ、イワン・ペトルンケヴィチ。1907年12月。

1903年が始まると、ココシキンはますます深く自由主義政治運動に関わるようになった。ベセーダ、地方立憲主義者同盟、解放同盟といったいくつかの合法あるいは半合法の団体に加わり、優れた演説家であるという評判を得た。ココシキンは立憲民主党 (カデット)の結党時のメンバーの一人となり、同党の共同創設者となった。
1906年に彼は第一国会（ドゥーマ）に選出され、その副議長となった。第一国会における彼の最も著名な業績は、間違いなく、すべての国民が平等であるという原則と市民権の尊重を規定する法案の提出であり、これは151人の国会議員の仲間に支持された。
1907年に国会が解散させられた後、ココシキンは「ヴィボルグの檄」を共同で起草し、それに署名した。そのため、すぐに彼は逮捕され、獄中で3ヶ月を過ごすことになった。「ヴィボルグの檄」に署名した他のすべての人物と同様、ココシキンは国会の選挙権を剥奪された。同じ年に、カデットの他の数人のメンバーとともに、ココシキンはモスクワの貴族会議から追放された。
1907年の始まりとともに、ココシキンは、『ルースキエ・ヴェードモスチ』紙の積極的な寄稿者の一人となり、議会制、ナショナル・アイデンティティ、古儀式派の状況といった幅広い主題に関する記事を発表した。ココシキンは国法および国政の諸問題についてのカデット内の第一人者であった。
2月革命の後、ココシキンは臨時政府の法制審議会議長となった。そして、彼は憲法制定会議選挙規定起草特別委員会の委員長となった。臨時政府の第二次連立政府においては、ココシキンは会計監査院長となり、政府内のカデットの指導者となった。
ボリシェビキが権力の座についた後、ココシキンは憲法制定会議選挙の準備に積極的に関わるようになり、党大会や会議で演説をした。彼は憲法制定会議の議員として選出され、そして、1917年12月10日にペトログラードに到着した。これは、12月11日に行われることとなっている憲法制定会議の開会式で演説をするためであった。ペトログラードへ行くことをやめるように忠告を試みた友人に対し、ココシキンは、こう答えたという。「私を選挙で選んでくれた人々が私を送る場所に、私は行かないわけにはいかない。行かなければ、私が人生すべてを捧げてきたものを裏切ることになるんだ」。

### 虐殺
ココシキンがペトログラードに到着するとすぐに、ペトログラード軍事革命委員会の発した令状によって、ボリシェビキは彼を「人民の敵の党」の指導者の一人として逮捕した。そして、ココシキンはペトロパヴロフスク要塞に収監された。
ココシキンは結核を患っていたため、翌年の1918年1月6日、同じカデット党員のアンドレイ・シンガリョフとともにマリヤ監獄病院に移送された。翌日の夜、バルト海艦隊の水兵たちが病院に侵入し、二人を虐殺した。
殺害の数日後に行われた追悼集会では、少年時代のドミートリイ・ショスタコーヴィチがピアノ曲『革命の犠牲者に捧げる葬送行進曲』を演奏したと言われている。この『革命の犠牲者に捧げる葬送行進曲』は、『シンガリョフとココシキンに捧げる葬送行進曲』としてショスタコーヴィチが作曲したものだという説もある。
後に、殺害事件の犯人たちの指導者バソフが「穀潰しのブルジョアが二人減っただけだ」という理由でこの殺人を正当なものだったと弁明していることを司法省は明らかにした。バソフは裁判にかけられ有罪となったが、他の殺人犯は誰も逮捕されなかった。そして、ボリシェビキの指導者たちは当初こそココシキンたちの殺害を非難したが、後に政治テロル行為だったとしてこの殺人を正当化しようとした。